# Бек, Джефф
Джефф Бек (англ. Jeff Beck, полное имя Джеффри Арнольд Бек, англ. Geoffrey Arnold Beck; 24 июня 1944 год, Лондон — 10 января 2023, Восточный Суссекс) — британский гитарист-виртуоз, композитор. Семикратный обладатель «Грэмми». В начале своей карьеры игравший в рок-группе The Yardbirds, затем в 1967 году организовал собственный коллектив The Jeff Beck Group. После этого выступал сольно, а также сотрудничал с другими исполнителями в качестве приглашённого музыканта.
Творчество Бека оказало огромное влияние на такие стили рок-музыки как блюз-рок, хард-рок, фьюжн и другие. Время от времени, резко меняя направление своей музыкальной деятельности, Бек каждый раз достигал вершин на новом музыкальном пространстве.
Многие гитаристы современности отмечают бесстрашное отношение Джеффа к экспериментам. «Меня не волнуют правила», — однажды сказал Бек. «На самом деле, если я не нарушаю правила по крайней мере 10 раз в каждой песне, то я не выполняю свою работу должным образом. Эмоции гораздо важнее, чем совершать ошибки, поэтому будьте готовы выглядеть глупо. Если вы станете слишком аккуратным и слишком обработанным, то музыка потеряет свою спонтанность и интуицию».
В 1990 году, по результатам опроса газеты The Observer, Бек признан самым выдающимся гитаристом мира. В 2023 году журнал Rolling Stone включил Джеффа в список «250 величайших гитаристов всех времён» под пятым номером, в 2018 году Бек был включён в список «50 лучших гитаристов всех времён» британским журналом Classic Rock. В 2020 году вошёл в список «100 величайших гитаристов всех времён» по версии журнала Total Guitar.
Джефф Бек получил шесть премий «Грэмми» за лучшее инструментальное рок-исполнение и одну за лучшее инструментальное поп-исполнение. В 2014 году он был удостоен премии Айвора Новелло Британской академии за выдающийся вклад в британскую музыку, и дважды был введён в «Зал славы рок-н-ролла» — сначала в качестве члена The Yardbirds, а затем в качестве сольного исполнителя.

## Биография
Бек родился в 1944 году у Арнольда и Этель Бек по адресу 206 Демесн-роуд, Уоллингтон, Англия. В возрасте десяти лет Бек пел в церковном хоре. До того, как научиться играть на гитаре, он попробовал свои силы в игре на пианино, барабанах и виолончели, а на гитаре начал играть, услышав в начале 60-х годов чикагских блюзменов Мадди Уотерса и Бадди Гая, пластинки которых тогда собирал. В качестве ранних увлечений Джеффа также были Лес Пол, Джин Винсент и гитарист его группы Клифф Гэллап, Бадди Холли, Би Би Кинг и Стив Кроппер.
В начале 1960-х годов, посещая Уимблдонский колледж искусств, Джефф стал относительно известным музыкантом на сцене Западного Лондона, играя в таких группах, как Screaming Lord Sutch and the Savages, Nightshift, The Rumbles и The Tridents.

### The Yardbirds
В 1964 Бек присоединился к ритм-энд-блюз-группе Tridents и привлёк внимание Джимми Пэйджа, по рекомендации которого в марте 1965 попал в The Yardbirds, успешно заменив Эрика Клэптона, который покинул The Yardbirds и на некоторое время присоединился к группе John Mayall & the Bluesbreakers.
Двадцать месяцев, которые Бек провёл в составе The Yardbirds, были едва ли не самым творческим периодом в истории группы. Джефф участвовал в записи трёх песен в альбоме 1965 года For Your Love (на остальных звучит гитара Клэптона), а также исполнил все гитарные партии в альбоме 1966 года The Yardbirds («Roger the Engineer»). В том же году дуэт гитаристов Бек-Пейдж участвовал в записи саундтрека к фильму Микеланджело Антониони «Фотоувеличение».
В ноябре 1966 года, во время американского турне, Бек был уволен из группы за трудности, вызванные его перфекционизмом и сложным характером.

### The Jeff Beck Group
В январе 1967 года Бек организовал The Jeff Beck Group, в которую вошли также Род Стюарт (вокал), Ронни Вуд (бас-гитара), Эйнсли Данбар (ударные). Состав The Jeff Beck Group не отличался стабильностью. В 1968 году вместо Данбара за ударную установку сел Мики Уоллер.
В 1968 году вышел первый альбом Truth, ставший одной из лучших работ во всей карьере Бека. Альбом достиг 15-го места в США. В записи этого альбома, помимо основных членов группы, приняли участие Кит Мун, Джон Пол Джонс и Ники Хопкинс. Считается, что звучание этого альбома стало своеобразным ориентиром для первого альбома группы Led Zeppelin. Альбом Truth содержит несколько кавер-версий произведений известных исполнителей, в частности, песни «You Shook Me» блюзового композитора Уилли Диксона, написанной им в соавторстве с Дж. Б. Ленойром и впервые исполненной Мадди Уотерсом в 1962 году. Пять месяцев спустя вышел дебютный альбом Led Zeppelin, также содержащий кавер-версию этой композиции. Так как у обоих вариантов есть значительное сходство, Led Zeppelin были обвинены в краже идеи Бека. Однако в интервью в 1977 году Пейдж рассказал, что он впервые услышал версию Бека уже после записи песни и что причиной совпадения являются похожие музыкальные вкусы музыкантов.
В конце 1968 года барабанщик Мики Уоллер был заменён Тони Ньюменом, и в обновлённом составе группа записала второй альбом Beck-Ola, который вышел в июне 1969 года и также оказался весьма успешным. В августе 1969 года Jeff Beck Group должна была принять участие в знаменитом музыкальном фестивале в Вудстоке, однако накануне фестиваля группа распалась и её выступление не состоялось. В декабре 1969 года, после того, как Джефф отказался заменить в The Rolling Stones умершего гитариста Брайана Джонса, Бек попал в автомобильную аварию, которая чуть не положила конец его карьере. Среди других травм он получил перелом черепа, который был настолько серьёзным, что ему пришлось приостановить карьеру почти на год, чтобы нормально восстановиться.
В 1970 году, когда Джефф Бек наконец оправился от травм, полученных в автокатастрофе, он поехал вместе с барабанщиком Кози Пауэллом и продюсером Микки Мостом в Детройт в легендарную студию Hitsville U.S.A., принадлежащую Motown Records, чтобы записать все хиты Motown в основном как инструментальный альбом. Они работали вместе с командой авторов песен, стоящей за лучшими хитами Motown, и сессионной группой The Funk Brothers, но все треки остались неизданными. «Я хотел создать группу, которая понимала бы дух Motown, а затем придать ей больше энергии. Но в Motown мы всё дальше и дальше отходили от рока, потому что они этого не понимали», — рассказал Джефф в интервью журналу Rolling Stone.
В апреле 1971 года по настоянию звукозаписывающего лейбла Джефф воссоздал свою группу, на этот раз в новом составе. Вокалистом группы вместо ушедшего Рода Стюарта стал Бобби Тенч, за клавишные сел Макс Миддлтон, а место ударника занял Кози Пауэлл. Их джаз/фанк/хард-роковый альбом Rough and Ready был выпущен в октябре.  Об этом альбоме сам Бек говорит, что хотел бы, чтобы он куда-нибудь исчез. Запись альбома проходила в то время, когда Джефф не до конца восстановился после аварии, и, по его мнению, альбом получился неудачным, хотя и достиг 46-й позиции в Billboard Top LP’s и занял 23-е место в категории «лучших альбомов 1971 года» по опросу Pazz & Jop, проводимому газетой The Village Voice.
В мае 1972 года был выпущен четвёртый альбом, названный просто Jeff Beck Group. Он не снискал такой популярности у современников, как Truth и Beck-Ola. Однако, по мнению журнала Classic Rock, этот альбом, получившийся в стиле прифанкованного метала, является одним из лучших рок-альбомов 1972 года. 24 июля 1972 года The Jeff Beck Group была официально распущена.

### Beck, Bogert & Appice

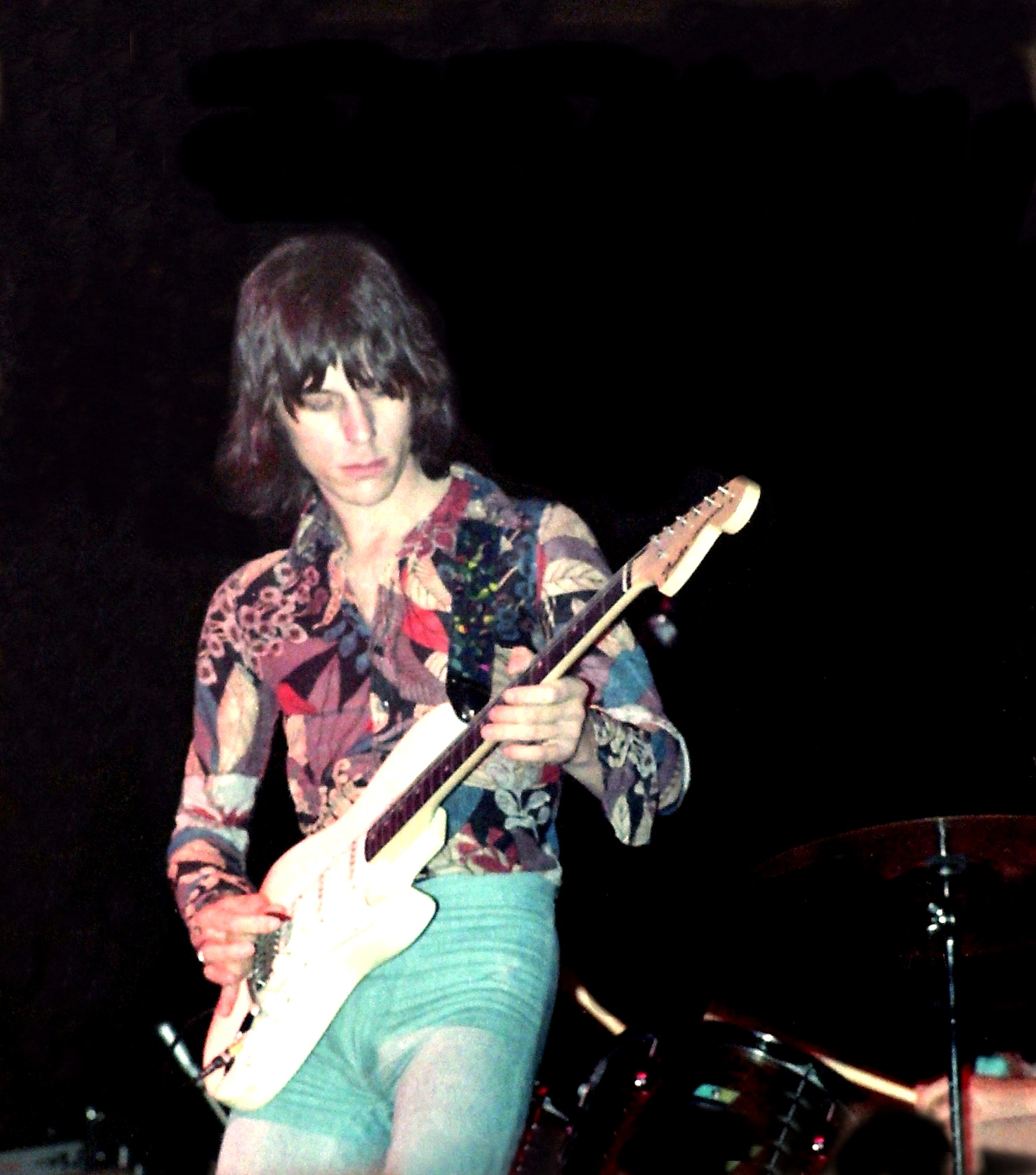
Бек в составе BBA в 1972 году.

Бек планировал создать пауэр-трио вместе с бывшими участниками Vanilla Fudge Тимом Богертом и Кармайном Апписом ещё в 1969-м году, однако автокатастрофа, в которую попал Джефф, нарушила эти планы. Пока Бек восстанавливался, музыканты собрали группу Cactus.
Тем не менее, почти сразу же после распада The Jeff Beck Group 24 июля 1972 года Бек создал новую группу Beck, Bogert & Appice, в которую кроме него самого вошли басист Тим Богерт и ударник Кармайн Аппис. В результате получилась одна из великих супергрупп рока. Гитарист рассматривал это трио как способ вывести свою музыку на новый уровень. «Я пытался играть тонкий рок-н-ролл», — рассказал Бек изданию New Musical Express о своей ранней музыке. «Эти вещи больше подходили для клубов, а не для больших сцен. Наша новая группа будет играть гораздо более тяжёлую музыку».
Весной 1973 года группа выпустила одноимённый студийный альбом, достигший 28-й позиции в UK Albums Chart и 12-й — в Billboard Top LPs & Tape. Осенью того же года вышел концертный диск Beck, Bogert & Appice Live.
26 января 1974 года группа дала концерт в лондонском Rainbow Theatre, который в 2023 году вышел на двойном бокс-сете Live in Japan 1973/Live in London 1974.
В процессе работы над вторым альбомом в мае 1974 года группа распалась. В 1975 году в одном интервью Бек признал, что BB&A были шуткой с самого начала: «Нельзя создать группу, которая устарела на пять лет, и относиться к этому серьезно. Я хотел показать людям, что эта группа не смогла бы добиться успеха... иногда концерты были неплохими, но большую часть времени я был полностью разочарован».

### Сольная карьера
Джефф Бек был в шорт-листе гитаристов (вместе с Рори Галлахером, Миком Ронсоном, Харви Манделом и Роном Вудом), с кем велись переговоры о присоединении к The Rolling Stones, когда Мик Тейлор покинул группу в декабре 1974 года, но разорвал свой выигрышный лотерейный билет. «Я имею в виду, деньги были заманчивыми. Но тогда я был бы наполовину мёртв, и моя репутация была бы уничтожена», — вспоминал тогда Джефф.
Середина 1970-х ознаменовалась для Бека сменой музыкального направления. Под влиянием стиля джаз-фьюжн гитарист записал очень успешный инструментальный альбом Blow by Blow (1975), который получил платиновый статус и занял 4-е место в Billboard Top LPs & Tape. «Этот альбом был действительно поворотным моментом», — вспоминал Бек позже. «Это дало мне крылья, которые я никогда не думал, что у меня есть. Он открыл двери. Знаете, это была красная ковровая дорожка. Следовать за этим было сложно».
Несмотря на музыкальную планку, высоко поднятую Blow by Blow, следующий альбом Джеффа Wired (1976) также стал платиновым и поднялся до 16-го места в Billboard Top LPs & Tape. В этот же период Джефф принимает участие в записи альбомов Journey to Love (1975) и Modern Man (1978) известного джазового бас-гитариста Стэнли Кларка, а также гастролирует с коллективом клавишника Яна Хаммера. Во время этих гастролей был записан концертный альбом Jeff Beck with the Jan Hammer Group Live, выпущенный в 1977 году.
В 1980-е годы Джефф выпустил всего три альбома: There and Back (1980), Flash (1985) и Jeff Beck’s Guitar Shop (1989), однако в эти годы он был очень плодовитым в качестве сессионного гитариста, участвуя в записи дисков Мика Джаггера, Дайаны Росс и Малкольма Макларена. Бек внёс свой вклад в прорывной альбом Тины Тёрнер Private Dancer (1984), а также возродил свои творческие отношения с Родом Стюартом — в качестве гостя на трёх треках из альбома певца 1984 года Camouflage. Стюарт, в свою очередь, отплатил за услугу на треке «People Get Ready», последнем сингле из альбома Бека Flash. Композиция «Escape» из этого же альбома, написанная Яном Хаммером, принесла Джеффу первую в его карьере премию «Грэмми» в номинации «Лучшее инструментальное рок-исполнение». В альбоме The Honeydrippers Volume One группы The Honeydrippers он впервые со времён The Yardbirds сыграл вместе с Джимми Пэйджем.
В 1990 году Джефф принял участие в записи первого сольного альбома Джона Бон Джови Blaze of Glory, являющегося саундтреком к фильму «Молодые стрелки 2».
В 1993 году Бек принял участие в записи сразу двух трибьютных альбомов. Первый альбом Crazy Legs, который он записал с английской командой Big Town Playboys — дань уважения Джину Винсенту с Джеффом в роли гитариста The Blue Caps Клиффа Гэллапа. Второй — Muddy Water Blues: A Tribute to Muddy Waters — стал работой Пола Роджерса как признание великого блюзмена Мадди Уотерса, оказавшего большое влияние на творчество Бека.
В 1990-е годы Бек продолжает плодотворную карьеру сессионного гитариста, приняв участие в записи альбомов Роджера Уотерса Amused to Death (1992), Джона Маклафлина The Promise (1995, трек «Django»), Брайана Мэя Another World (1998, трек «The Guv’nor»), Кейт Буш The Red Shoes (1993, трек «You’re the One») и альбома кавер-версий The Beatles In My Life, составленный Джорджем Мартином (1998, трек «A Day in the Life»).
В 1999 году после десятилетнего перерыва Джефф Бек выпустил альбом Who Else!, на котором экспериментировал с электронным и техно-звучанием. Следующие альбомы музыканта — You Had It Coming (2001) и Jeff (2003) — выдержаны в аналогичной стилистике.
Привыкший играть на стадионах и аренах, Бек в 2007 году дал пять концертов в знаменитом лондонском джазовом клубе Ronnie Scott’s. Для участия в записи диска с этими выступлениями, отмеченного премией «Грэмми», Бек собрал новый состав музыкантов: ударника Винни Колаюта, клавишника Джейсона Ребелло и бас-гитаристку Тэл Уилкенфельд.
В 2010 году Джефф записывает альбом Emotion & Commotion, получивший признание критиков и выигравший 3 премии «Грэмми». Альбом получился стилистически разнообразным — в него вошли композиции «Over the Rainbow» и «Corpus Christi Carol» с участием струнного оркестра, обработка «Nessun Dorma» Джакомо Пуччини и «Serene» с участием оперной певицы Оливии Сейф.
Летом 2010 года посетил Москву с концертами, также провёл мастер-класс в Крокус Сити Холле.
В 2016 году для записи альбома Loud Hailer Бек привлёк двух молодых исполнительниц из Лондона: певицу Рози Боунс и гитаристку Кармен Ванденберг. Запись содержит 11 треков, которые охватывают фанк, электронную музыку, соул и блюз с акцентом на вокальные песни. В этом же году он выпускает свою первую официальную книгу, «Beck01», в которой основное внимание уделяется двум его увлечениям, рок-н-роллу и хот-родам. Книга, которая содержит более 400 редких и ранее неопубликованных фотографий, переплетена вручную из кожи и алюминия, и каждая копия подписана автором.
В 2022 году Джефф записал совместный с американским актёром Джонни Деппом альбом 18, который стал последним в карьере гитариста, а также принял участие в записи альбома Оззи Осборна Patient Number 9.
Джефф Бек умер 10 января 2023 года в возрасте 78 лет в больнице на юге Англии после заражения бактериальным менингитом.

## Дискография
- 1968 — Truth
- 1969 — Beck-Ola
- 1971 — Rough and Ready
- 1972 — Jeff Beck Group
- 1973 — Beck, Bogert & Appice

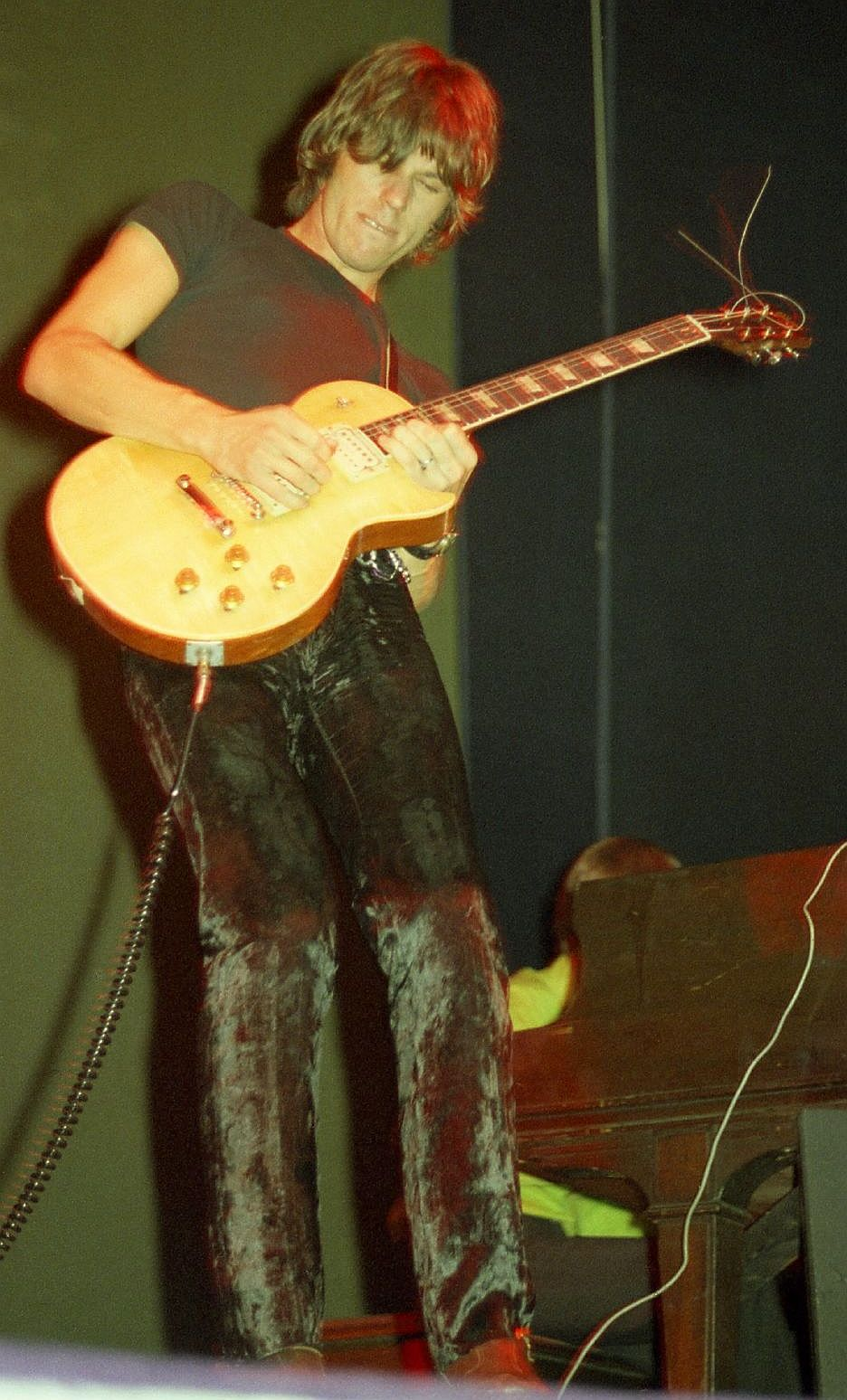
в составе Jeff Beck Group, 1968 год

- 1974 — Beck, Bogert and Appice Live
- 1975 — Blow by Blow
- 1976 — Wired
- 1977 — Jeff Beck with the Jan Hammer Group Live
- 1980 — There and Back
- 1985 — Flash
- 1989 — Jeff Beck’s Guitar Shop
- 1991 — Beckology (антология)
- 1992 — Frankie’s House
- 1993 — Crazy Legs
- 1999 — Who Else!
- 2001 — You Had It Coming[англ.]
- 2003 — Jeff[англ.]
- 2010 — Emotion & Commotion
- 2011 — Rock ’n’ Roll Party (Honoring Les Paul)
- 2015 — Live +
- 2016 — Loud Hailer
- 2017 — Live at the Hollywood Bowl[49]
- 2019 — Star Cycle
- 2022 — Live at the Fillmore West, San Francisco 1968
- 2022 — 18 (совместно с Джонни Деппом)

## Коллекция гитар
В январе 2025 года на аукционе Christie's за 10,7 млн долларов была продана коллекция музыкальных инструментов Бека, в которую входило около 120 гитар, усилителей и педалей, в том числе изображённая на обложке альбома Blow by Blow гитара Gibson Les Paul 1954 года, гитара Jackson с автографом певицы Тины Тёрнер и белая гитара Fender. В аукционе приняли участие коллекционеры из 40 стран, около 154 тыс. долларов из собранных средств было направлено на благотворительность.